# Badesee Waldhausen
Der Badesee Waldhausen befindet sich in der Marktgemeinde Waldhausen im Strudengau im Bezirk Perg in Oberösterreich.

## Beschreibung
Der auf 470 m ü. A. liegende  Badesee ist ein Stausee, der in Waldhausen aus dem Zusammenfluss von Sarmingbach und Sagauerbach gebildet wird. Das Überwasser fließt über den Sarmingbach Richtung Donau. 
Der See ist rund 35 bis 45 tausend Quadratmeter groß, maximal vier Meter tief und erreicht im Sommer Temperaturen bis 26 Grad Celsius. Die braune Färbung des Wassers ist auf im zufließenden Wasser von Natur aus enthaltenen Huminstoffe zurückzuführen. 2011 wies das Wasser eine gute Qualität mit geringer bakteriologischen Belastung auf.
Die physikalischen, geographischen und hydrologischen Charakteristika des Badesees werden wie folgt beschrieben:
Der Badesee ist als aufgestauter Badeweiher Teil eines Oberflächenwasserkörpers der Größenordnung 10 bis 100 Quadratkilometer und liegt in der Bioregion Granit-Gneisgebiet der Böhmischen Masse Alpenvorland und ist somit Teil der Ökoregion zentrales Mittelgebirge.
- Badestrand mit grasbewachsener halbnatürlicher Landzone mit Sand und Kies entlang eines rund vierhundert Meter langen Teils des Gewässerrandes.
- Gewässer mit einer mittleren Tiefe von ein bis zwei Metern und maximaler Tiefe von drei Metern.
- Infrastruktur bestehend aus Duschen und Toiletten mit Kanalanschluss
- Es besteht ein Verbot für Hunde und anderen Haustiere auf dem Areal.
- Die maximale Besucheranzahl liegt bei rund fünfhundert Personen. Das Gewässer wird auch für den Angelsport verwendet.
- Das hydrologische Einzugsgebiet des im Flachland auf rund 471 Metern Seehöhe befindlichen Sees beträgt 41,74 Quadratkilometer mit Anteilen in Ober- und Niederösterreich. Die höchste Erhebung im Einzugsgebiet liegt bei 1004 Meter, der niedrigste Punkt bei 463 Meter.
- Die Lufttemperatur im Einzugsgebiet beträgt im Jahresmittel 6 bis 8 Grad Celsius.
- Die Wassertemperatur bewegte sich in der Badesaison (Juni bis August) in den Jahren von 2000 bis 2009 um einen Mittelwert von 20,8 Grad Celsius bei einem Höchstwert von 26,9 Grad Celsius und einem Tiefstwert von 11,0 Grad Celsius.

Beim See befindet sich ein Freizeitareal bestehend aus einer mit Bäumen bepflanzten Liegewiese, einem Beachvolleyballplatz, Steganlage, Sprungbrett und Kinderspielplatz mit Rutsche und Sandkisten.